# ماهر عرار
ماهر عرار (ولد في 15 سبتمبر 1970 في سوريا) هو مهندس اتصالات سوري–كندي. تم توقيف عرار من قبل السلطات الأمريكية في مطار نيويورك في يوم 26 سبتمبر 2002 م عندما كان عائدا من تونس إلى مونتريال. لقد تم إيقاف عرار على إثر معلومات خاطئة قدمتها الشرطة الملكية الكندية إلى السلطات الأمريكية وقد تم على إثرها نقله إلى سوريا رغم أنه كان يحمل جواز سفر كندي. سجن في سوريا لمدة سنة حيث تم تعذيبه مرارا وتم الإفراج عنه في يوم 5 أكتوبر 2003 م.
و قد قررت الحكومة الكندية تعويضه ب8.9 مليون دولار كتعويض للضرر الذي حصل له بسبب هذا الخطأ إضافة إلى اعتذار رسمي من الحكومة الكندية له شخصيا ولعائلته. 

## النشأة
قدم ماهر عرار إلى كندا صحبة عائلته في 1987 هربا من الخدمة العسكرية الإجبارية وتحصلوا على جنسيتها في 1991. وتحصل على الإجازة في هندسة الحاسوب من جامعة مكغيل وعلى الماجستير في الاتصالات من المعهد الوطني للبحث العلمي الذي هو جزء من جامعة كيبيك. انتقل عرار صحبة عائلته في ديسمبر 1997 من مونتريال إلى أوتاوا ووضعوا عبد الله المالكي الشخص الذي يتصلون به في حالة الطوارئ ووضعوا كذلك مالك الأرض التي يعمل فيها المالكي. انتقل أيضا في 1999 إلى بوسطن للعمل لصالح شركة ماثووركس، وهو عمل يتطلب كثيرا من السفر داخل الولايات المتحدة. رجع عرار إلى أوتاوا في 2001 لينشئ شركة خاصة للاستشارات هي شركة سيمكومز.

## الحياة الشخصية
ماهر عرار متزوج من السياسية التونسية–الكندية منية مازيغ منذ 1994 وقد التقاها عندما كان طالبا في الجامعة. ولديه ولدان هما براء وهود.

## وصلات خارجية
- منظمة العفو الدولية - مقابلة مع ماهر عرار
- الموقع الرسمي لماهر عرار
- "ماهر عرار: تسلسل الأحداث", CBC, محدث حتى 28 سبتمبر 2006 م
- لجنة عرار الموقع الرسمي
- "ماهر عرار: من مطار كندي إلى سوريا" على يوتيوب
- المطالبات القانونية في قضية ماهر عرار ضد جون أشكروفت من موقع مركز الحقوق الدستورية
- مقابلة مع ماهر عرار نسخة محفوظة 11 مارس 2005 على موقع واي باك مشين. على موقع مختفون في أمريكا
- تقارير تشير إلى أخطاء تؤدي إلى تعذيب رجل